# The Office Boys
The Office Boys är klippor i Sydgeorgien och Sydsandwichöarna (Storbritannien). De ligger i den nordvästra delen av Sydgeorgien och Sydsandwichöarna.
Terrängen runt The Office Boys är platt.  Det finns inga samhällen i närheten. 